# Егоров, Игорь Николаевич
Игорь Николаевич Егоров (19 августа 1939 года — 10 октября 1981 года) — лётчик-испытатель, обладатель Большой Золотой медали абсолютного чемпиона мира, семикратный чемпион мира, дважды абсолютный чемпион СССР, дважды победитель Международных соревнований летчиков социалистических стран по высшему пилотажу, инженер-конструктор. Заслуженный мастер спорта СССР (1970).

## Биография
Игорь Николаевич Егоров родился 19 августа 1939 года в Куйбышеве, там же окончил школу № 1. Учился в Куйбышевском аэроклубе ДОСААФ.
1955 год: "….я начал свою карьеру авиатора …….
Скажу только: когда мотоцикл-буксир разогнал мой планер до взлётной скорости и когда, потянув ручку управления на себя, я оторвал этот летательный аппарат от земли, то знал, что отныне никакая сила не может остановить меня в моем стремлении в авиацию.
Окончил Оренбургское высшее военное авиационное Краснознамённое училище лётчиков.

В родной город Егоров вернулся весной 1960 года в звании лейтенанта.
Никаких особо любопытных событий в бытность мою в Оренбургском авиационном училище не случалось. Скажу только, что летал здесь на МиГ-15, курс наук окончил с отличием и получил звание лейтенанта.

Упоминания заслуживает лишь один факт — значительный, круто повернувший всю мою жизнь: время моей офицерской службы исчисляется часами. В день присвоения звания газеты опубликовали известный указ о значительном сокращении Вооруженных Сил, вошедший в историю Советской Армии под названием «Миллион двести тысяч». Утром другого дня нам объявили: весь выпуск увольняется в запас.
Тогда он уже был мастером спорта СССР, победил в нескольких зональных соревнованиях, стал призёром первенств РСФСР по самолётному спорту.

Егоров вошёл в состав сборной команды страны.

Окончил КуАИ, затем работал в ЦСКБ.

### Достижения
Обладатель Большой Золотой медали абсолютного чемпиона мира, семикратный чемпион мира, дважды абсолютный чемпион СССР, дважды победитель Международных соревнований летчиков социалистических стран по высшему пилотажу, инженер-конструктор, летчик-испытатель.
- 1968 год — Егоров завоевывает в Магдебурге (ГДР) свою первую золотую медаль чемпиона мира, блестяще выполнив 24 фигуры.
- 1970 год — Королевская военно-воздушная база (аэродром Хулавингтон), VI чемпионат мира в Англии, на нём Игорь Егоров был уже капитаном сборной команды СССР. Он одержал тогда феноменальную победу — завоевал три золотых медали в трёх разыгранных упражнениях и был удостоен звания абсолютного чемпиона мира. Английские газеты называли его тогда «сильнейшим лётчиком планеты».
- В 1973 и 1976 гг., выступая на XX и XXV чемпионатах СССР, Игорь Егоров стал абсолютным чемпионом страны[2].
- 1976 год — аэродром «Чайка», на VIII чемпионате мира в Киеве, Игорь Егоров завоевывает подряд три золотые медали чемпиона мира и большую серебряную медаль в многоборье.
- В начале 80-х годов Игорь Николаевич начал работать лётчиком-испытателем; он осваивал технику пилотирования пассажирских и транспортных самолётов, сверхзвуковых истребителей.

Также Игорь Егоров хотел попасть в отряд космонавтов и упорно готовился к этому.

### Смерть
Погиб 10 октября 1981 года при выполнении испытательного полета на самодельном самолёте, разработанном и построенном на станции технического творчества завода «Прогресс» под руководством Василия Мирошника.
При развороте на небольшой высоте отказал двигатель… Потеря скорости… Штопор… Парашюта на этом самолёте не полагалось, так как летает он невысоко. При ударе о землю Егоров получил тяжелую травму и умер.

## Публикации
Игорь Николаевич написал книгу «Право на штурвал», которая была выпущена в 1979 году; издательство: «Молодая гвардия».

## Память
- В аэроклубах, в сборной команде страны и поныне используют опыт и методы Игоря Егорова, уже применительно к самолетам «Як-55», «Су-26».
- В память о нём Кубок имени Игоря Егорова разыгрывается на чемпионатах Европы по высшему пилотажу[3].

- В 1982 году перевал на Памире был назван в честь Игоря Егорова.
- Имя Игоря Егорова носит клуб дельтапланеристов Самарской области СГАУ.
- Его имя присвоено одной из улиц в Куйбышевском районе города Самары. 15 июля 1994 года новая улица была названа в его честь[4].
- Мемориальная доска установлена на этой улице[5].